# Francis Day
Francis Day, född den 2 mars 1829 i Maresfield, död den 10 juli 1889 i Cheltenham, var en brittisk iktyolog.
Auktorsnamnet Day kan användas för Francis Day i samband med ett vetenskapligt namn inom zoologin; se Wikipedia-artiklar som länkar till auktorsnamnet.